# 6 Андромеды
6 Андромеды (лат. 6 Andromedae, HD 218804) — тройная звезда в созвездии Андромеды на расстоянии приблизительно 95,6 световых лет (около 29,3 парсеков) от Солнца. Видимая звёздная величина звезды — +5,91m. Возраст звезды определён как около 2,9 млрд лет.

## Характеристики
Первый компонент — жёлто-белая звезда спектрального класса F5V. Масса — около 1,3 солнечной, радиус — около 1,5 солнечных, светимость — около 3,09 солнечных. Эффективная температура — около 6425 K.
Второй и третий компоненты, возможно, представляют собой систему из двух звёзд, суммарной массой менее первого компонента, с орбитальным периодом между неделей и годом. Орбитальный период вокруг первого компонента — около 3373 суток (9,2348 лет).